# عقاب صقر
عقاب صقر (1975  -)، سياسي وإعلامي لبناني. انتخب نائبًا في البرلمان اللبناني في عام 2009 وذلك عن المقعد الشيعي في دائرة زحلة، وهو من أعضاء «كتلة زحلة في القلب» و«كتلة لبنان أولًا» التابعة لتيار المستقبل. هو حاصل على إجازة في الفلسفة وإجازة في علم الاجتماع، ودراسات عليا في علم النفس الاجتماعي ودراسات عليا في علم الاجتماع السياسي، ودراسات عليا في الفلسفة. وكان قد عمل مدرسا في «معهد الدراسات الإسلامية / المسيحية» في الجامعة اليسوعية، كما عمل فترة من الفترات كسكرتير تحرير ثم مدير تحرير مساعد في «جريدة البلد».